# سجلات الشر
سجلات الشر هو فيلم إثارة كوري جنوبي من بطولة ما دونغ سوك، تشوي دانيال، بارك سو جون. عُرض الفيلم في كوريا الجنوبية يوم 14 مايو 2015.

## روابط خارجية
- سجلات الشر على موقع IMDb (الإنجليزية)
- سجلات الشر على موقع روتن توميتوز (الإنجليزية)
- سجلات الشر على موقع فيلمافينيتي (الإسبانية)
- سجلات الشر على موقع قاعدة بيانات الفيلم (الإنجليزية)
- سجلات الشر على موقع ليتربوكسد (الإنجليزية)
- سجلات الشر على موقع كينوبويسك (الروسية)